# História de Serra Leoa (1961-1978)
Em abril de 1961, Serra Leoa tornou-se politicamente independente do Reino Unido. Manteve um sistema parlamentarista de governo e foi membro da Commonwealth. O Partido do Povo de Serra Leoa (SLPP, na sigla em inglês), liderado por Milton Margai, foi vitorioso na primeira eleição geral sob franquia universal de adultos em maio de 1962. Após a morte de Milton Margai em 1964, seu meio-irmão, Albert Margai, o sucedeu como primeiro-ministro. Albert tentou estabelecer um Estado de partido único com a pronta cooperação da oposição, representada pelo Congresso de Todo o Povo (APC, na sigla em inglês), mas encontrou forte resistência de alguns quadros de seu partido. O Partido do Povo de Serra Leoa (SLPP) acabou abandonando a ideia.
Em eleições fortemente contestadas em março de 1967, a APC ganhou uma pluralidade de assentos parlamentares. Assim, o governador geral (representando o monarca britânico), Henry Josiah Lightfoot Boston, declarou Siaka Stevens - líder do APC e prefeito de Freetown - como o novo primeiro-ministro do país. Em poucas horas, Stevens e Lightfoot-Boston foram colocados em prisão domiciliar pelo Brigadeiro David Lansana, Comandante das Forças Militares de Serra Leoa (SLMF), sob o argumento de que a determinação do cargo deve aguardar a eleição dos representantes tribais à casa. Um grupo de oficiais militares de alta patente anulou esta ação ao tomar o controle do governo em 23 de março, prendendo o Brigadeiro Lansana e suspendendo a constituição. O grupo constituiu-se como o Conselho Nacional de Reforma (NRC), com o Brigadeiro Andrew Juxon-Smith como seu presidente. O NRC, por sua vez, foi derrubado em abril de 1968 por uma revolta de sargentos, autointitulado Movimento Revolucionário Anticorrupção. Membros do NRC foram presos, oficiais do exército e da polícia foram depostos, a constituição democrática foi restaurada e o poder foi devolvido a Stevens, que finalmente assumiu o cargo de primeiro-ministro.
Após o retorno ao governo civil, eleições parciais foram realizadas no início do outono de 1968 e um gabinete totalmente formado por membros do APC foi nomeado. A tranquilidade não foi completamente restaurada: em novembro de 1968, o estado de emergência foi declarado após distúrbios provinciais, e em março de 1971 o governo sobreviveu a um golpe militar malsucedido. Em abril de 1971, uma constituição republicana foi adotada sob a qual Stevens se tornou presidente. Em 1972, a oposição, representada pelo SLPP, queixou-se de intimidação e obstrução processual por parte da APC e da milícia. Esses problemas se tornaram tão graves que boicotaram as eleições gerais de 1973. Como resultado, o APC conquistou 84 dos 85 assentos eleitos. Em julho de 1974, o governo descobriu um suposto plano de golpe militar. Como em 1971, os líderes foram julgados e executados. Em 1977, as manifestações estudantis contra o governo perturbaram a política de Serra Leoa. Uma eleição geral foi convocada mais tarde naquele ano, na qual a corrupção voltou a ser endêmica. O APC conquistou 74 assentos, enquanto o SLPP ganhou 15.